# Kristian Tettli Rennemo
Kristian Tettli Rennemo (1º novembre 1984) è un ex fondista norvegese.

## Biografia
In Coppa del Mondo ha esordito il 14 marzo 2009 a Trondheim (42°) e ha ottenuto la prima vittoria, nonché primo podio, il 7 marzo 2010 a Lahti. Non ha partecipato né a rassegne olimpiche né iridate.

## Palmarès

### Coppa del Mondo
- Miglior piazzamento in classifica generale: 64º nel 2012
- 1 podio (a squadre):
  - 1 vittoria

#### Coppa del Mondo - vittorie
| Data         | Località | Nazione   | Spec.                                                       |
| ------------ | -------- | --------- | ----------------------------------------------------------- |
| 7 marzo 2010 | Lahti    | Finlandia | 4x10 km (con Simen Østensen, Roger Aa Djupvik e Sjur Røthe) |